# Roucourt (België)
Roucourt is een dorp in de Belgische provincie Henegouwen, en een deelgemeente van de Waalse stad Péruwelz. Roucourt was een zelfstandige gemeente, tot die bij de gemeentelijke herindeling van 1977 toegevoegd werd aan de gemeente Péruwelz. Het dorp wordt doorsneden door het kanaal Nimy-Blaton-Péronnes.

## Bezienswaardigheden
- De Moulin Saint-Roch is het restant van een ronde stenen molen van het type grondzeiler die dienst heeft gedaan als korenmolen en runmolen. Hij werd voor 1830 gebouwd en eindigde uiteindelijk als een ruïne die in 2015 gesloopt werd.
- Het Château d'Arondeau werd eind 19e eeuw gebouwd in eclectische stijl en ligt te midden van een park met vijver.
- Het Château Boël is een neotraditioneel kasteel van 1904, gelegen in een ommuurd park.
- Het Château Marlier werd in 1890 gebouwd in eclectische stijl.
- De Sint-Gorikskerk (Église Saint-Géry) stamt uit de 1e helft van de 13e eeuw en werd in 1612 gedeeltelijk herbouwd. De toren is 16e-eeuws. Koor en zijbeuken zijn van 1741.

## Natuur en landschap
Roucourt ligt aan het Kanaal Nimy-Blaton-Péronnes. De hoogte aan de kerk bedraagt 47 meter. 

## Demografische ontwikkeling
- Bronnen:NIS, Opm:1831 tot en met 1970=volkstellingen

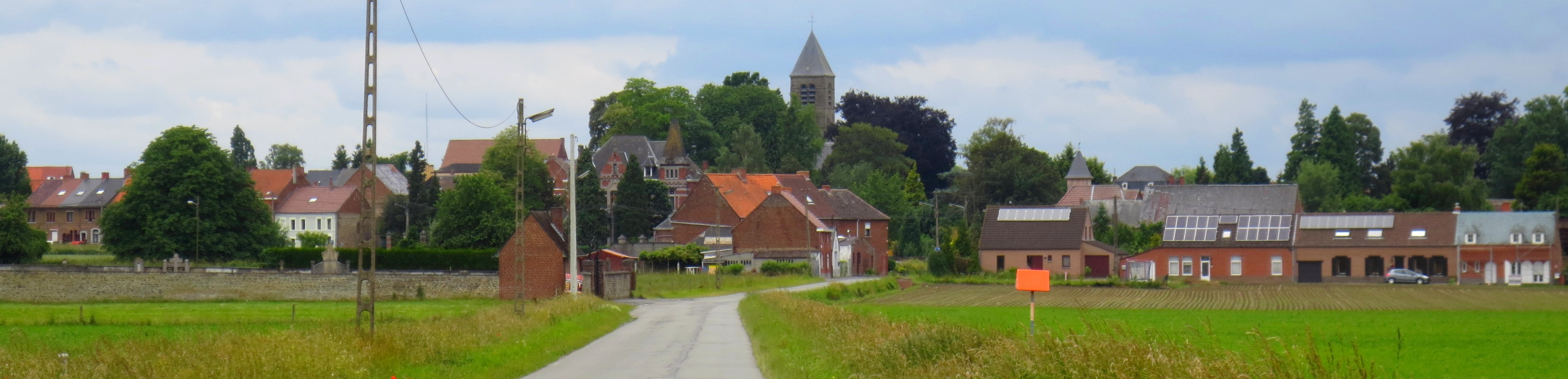
Roucourt

## Nabijgelegen kernen
Bury, Brasménil, Péruwelz